# Bodø
Bodø [bu:dɛ] (trad.) oder [bu:dø] (liter.), lulesamisch Bådåddjo, ist  eine Kommune im norwegischen Fylke Nordland. Verwaltungssitz der Kommune sowie des Fylkes Nordlands ist die Stadt Bodø an der Westküste der Kommune. Die Kommune hat 53.725 Einwohner auf einer Fläche von 1.395,3 km² (Stand: 1. Januar 2025). Davon lebten zum 1. Januar 2024 auf einer Fläche von 15,03 km² die 43.322 Einwohner der Stadt Bodø.
Im Jahr 2024 war Bodø eine der drei Europäischen Kulturhauptstädte. 2016 wurde Bodø mit dem vom norwegischen Ministerium für lokale und regionale Entwicklung ausgelobten Preis für nachhaltige Stadtentwicklung zur attraktivsten Stadt Norwegens gekürt.

## Geographie

### Lage und Beschreibung

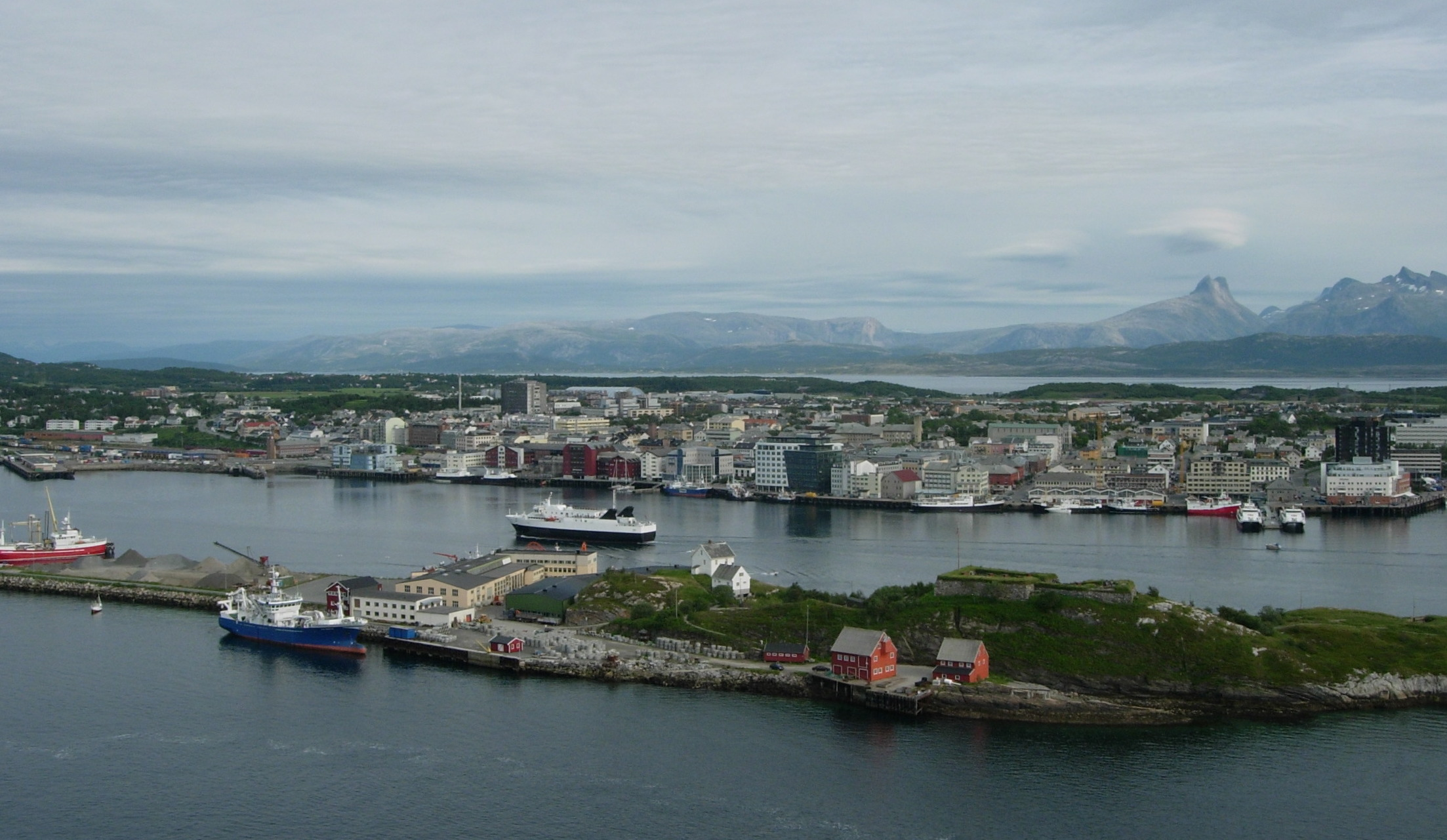
Blick auf die Stadt Bodø

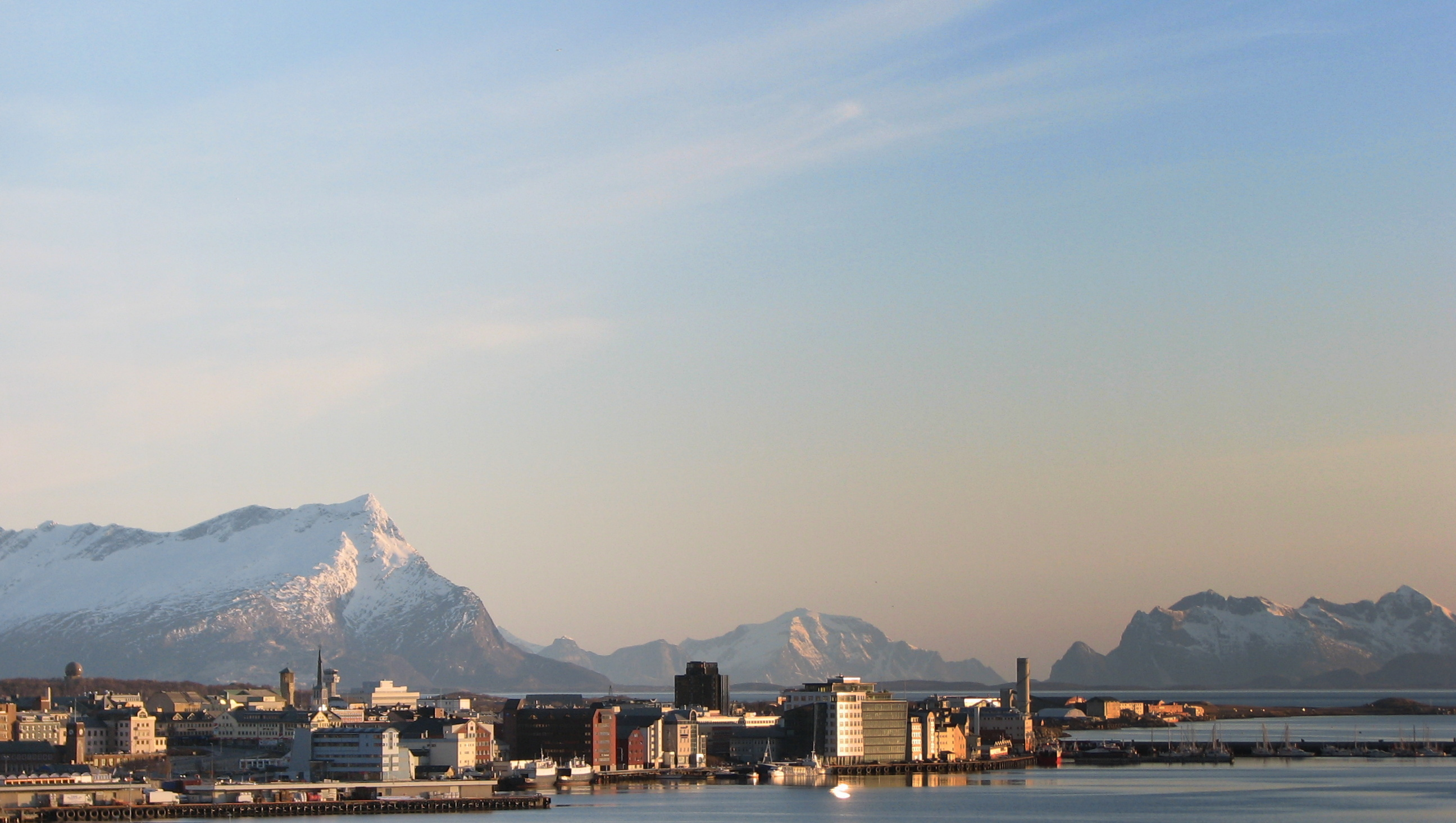
Blick nach Südwesten

Die Kommune Bodø liegt in der Region Salten, ca. 80 km nördlich des Polarkreises. Die Kommune reicht von der Westküste in das Landesinnere hinein. Im Westen der Kommune grenzt der Vestfjord an, der das Festland von den Inseln der Inselgruppe Lofoten trennt und Teil des Europäischen Nordmeers ist. Die Stadt Bodø liegt an der Westküste des Festlands. Vom Vestfjord aus schneidet sich südlich der Stadt der Saltfjord in das Land ein. Etwas südöstlich der Stadt befindet sich dort der Saltstraumen, eine der stärksten Gezeitenströmungen der Welt. Im Vestfjord und dem Saltfjord liegen mehrere Inseln, die zur Kommune Bodø gehören.
Die Kommune Bodø grenzt auf dem Land an Sørfold im Nordosten, Fauske und Saltdal im Osten sowie an Beiarn und Gildeskål im Süden. Im Norden verläuft im Fjord Folda eine Grenze zur Kommune Steigen. Im Vestfjord grenzt Bodø an die Inselkommunen Røst, Værøy und Moskenes. Die Gesamtfläche der Kommune beträgt 1.395,3 km², wobei Binnengewässer zusammen 84,22 km² ausmachen.
Die Erhebung Lurfjelltinden auf der Grenze zu Beiarn im Süden stellt mit einer Höhe von 1284 moh. den höchsten Punkt der Kommune Bodø dar. In der Kommune liegen zwei Nationalparks sowie mehrere weitere Naturschutzgebiete. Der Sjunkhatten-Nationalpark liegt im Nordosten der Kommune und erstreckt sich zudem über die Nachbargemeinden Fauske und Sørfold. Ein kleines Gebiet im Südosten der Kommune geht in den Saltfjellet-Svartisen-Nationalpark ein. Der Nationalpark liegt des Weiteren in den Kommunen Rødøy, Beiarn, Rana, Meløy und Saltdal. Ein marines Naturschutzgebiet liegt mit dem Karlsøyfjorden marint verneområde im Norden der Kommune. Es umfasst ein Gebiet von rund 162 km² im Vestfjord.

### Klima
|                       | Jan  | Feb  | Mär  | Apr  | Mai | Jun  | Jul  | Aug  | Sep  | Okt | Nov  | Dez  |   |      |
| Mittl. Tagesmax. (°C) | 0,0  | 0,3  | 2,0  | 5,0  | 8,9 | 12,7 | 16,2 | 15,7 | 12,1 | 7,4 | 3,8  | 1,9  | ⌀ | 7,2  |
| Mittl. Tagesmin. (°C) | −4,4 | −4,8 | −3,5 | −0,4 | 3,4 | 7,1  | 10,5 | 10,0 | 6,8  | 2,9 | −1,4 | −2,2 | ⌀ | 2    |
|                       |      |      |      |      |     |      |      |      |      |     |      |      |   |      |
| Niederschlag (mm)     | 86   | 64   | 68   | 52   | 46  | 54   | 92   | 88   | 123  | 147 | 100  | 100  | Σ | 1020 |
|                       |      |      |      |      |     |      |      |      |      |     |      |      |   |      |
| Sonnenstunden (h/d)   | 0,3  | 1,5  | 3,7  | 5,3  | 7,1 | 7,4  | 5,5  | 5,4  | 3,3  | 1,7 | 0,5  | 0,0  | ⌀ | 3,5  |
|                       |      |      |      |      |     |      |      |      |      |     |      |      |   |      |
| Regentage (d)         | 14   | 12   | 12   | 11   | 9   | 11   | 13   | 12   | 17   | 18  | 15   | 16   | Σ | 160  |
|                       |      |      |      |      |     |      |      |      |      |     |      |      |   |      |
| Luftfeuchtigkeit (%)  | 76   | 76   | 73   | 73   | 71  | 74   | 79   | 78   | 77   | 77  | 76   | 75   | ⌀ | 75,4 |

| −4,4 |

| −4,8 |

| −3,5 |

| −0,4 |

| 3,4 |

| 7,1 |

| 10,5 |

| 10,0 |

| 6,8 |

| 2,9 |

| −1,4 |

| −2,2 |

| −4,4 |

| −4,8 |

| −3,5 |

| −0,4 |

| 3,4 |

| 7,1 |

| 10,5 |

| 10,0 |

| 6,8 |

| 2,9 |

| −1,4 |

| −2,2 |

## Einwohner

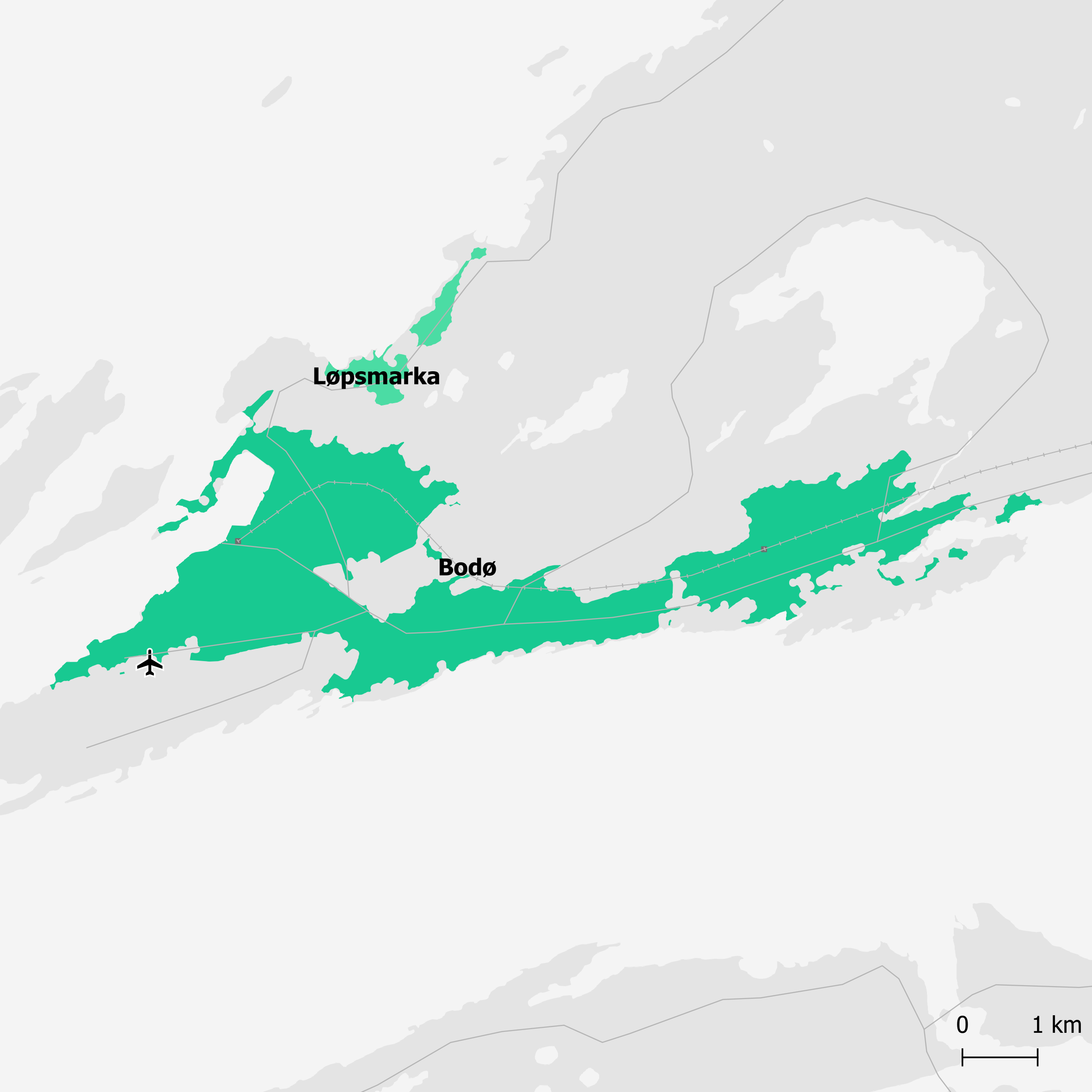
Karte der Tettsteder Bodø und Løpsmarka

Die Zahl der Einwohner begann nach dem Ende des Zweiten Weltkriegs stark anzuwachsen. Das Bevölkerungswachstum beschränkte sich dabei auf die ursprüngliche Kommune Bodø. In den später eingemeindeten Kommunen Kjerringøy und Skjerstad ging die Zahl der Einwohner hingegen im gleichen Zeitraum zurück. In der Kommune liegen mehrere sogenannte Tettsteder, also mehrere Ansiedlungen, die für statistische Zwecke als eine städtische Siedlung gewertet werden. Diese sind Bodø mit 43.322, Løding mit 3333, Løpsmarka mit 2301 und Saltstraumen mit 387 Einwohnern (Stand: 1. Januar 2024).
Die Einwohner der Gemeinde werden Bodøværing genannt. Bodø hat wie viele andere Kommunen der Provinz Nordland weder Nynorsk noch Bokmål als offizielle Sprachform, sondern ist in dieser Frage neutral.
| Jahr          | 1986   | 1990   | 1995   | 2000   | 2005   | 2010   | 2015   | 2020   | 2025   |
| ------------- | ------ | ------ | ------ | ------ | ------ | ------ | ------ | ------ | ------ |
| Einwohnerzahl | 35.792 | 37.771 | 40.419 | 42.465 | 44.414 | 47.282 | 50.185 | 52.357 | 53.725 |

## Geschichte

### Stadtgeschichte Bodø
Die Stadt wurde an der Stelle gegründet, an der sich damals die Faktorei Hundholmen befand. Ziel der Gründung war es, die Stadt anstelle von Bergen als Handelsplatz für die nordnorwegischen Fischer einschließlich eines Handelsmonopols zu entwickeln und somit den Einfluss der Dänen (unter deren Herrschaft Norwegen stand) zu relativieren. Dabei setzte sich Bodø gegen Vågan und Brønnøy durch. Die Stadtgründung wurde durch die Koalitionskriege und die damit verbundene Loslösung Norwegens von Dänemark verzögert. Unter starken Protesten aus Bergen beschloss 1816 das Storting nach einem Vorschlag des Bischofs Mathias Bonsach Krogh mit 60 zu 5 Stimmen die Verleihung des Stadtrechtes. Am 20. Mai 1816 bestätigte König Karl II. diesen Beschluss.

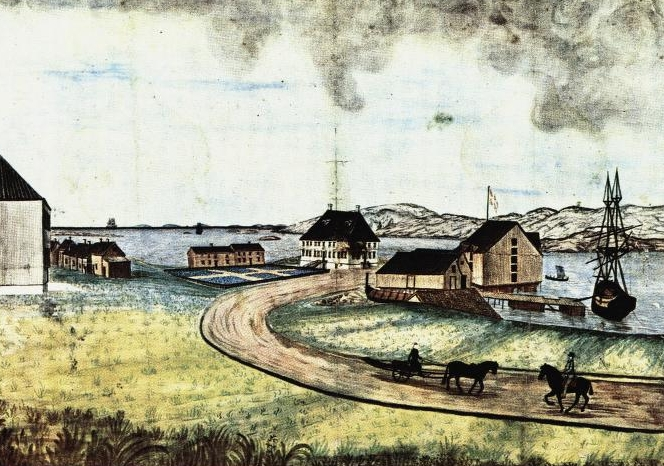
Hundholmen im Jahre 1819

1818 kam es zur sogenannten Bodø-Affäre, einem diplomatischen Konflikt zwischen der Doppelmonarchie Schweden-Norwegen und Großbritannien. Ursache war die Beschlagnahmung verschiedener Waren (u. a. Sirup, Tabak und Rum), die die britische Handelsfirma Everth & Son zollfrei über Bodø nach Norwegen zu exportieren gedachte. Zudem wurde einer der Eigentümer der Firma, John Everth, festgenommen und verhört. Das zu jener Zeit für die Außenbeziehung der Union zuständige Ministerium in Schweden ging bemerkenswert nachsichtig mit Everth um und zahlte 1821 eine Entschädigung an das Unternehmen. Der Konflikt schadete dem norwegischen Vertrauen in das Bündnis mit Schweden und wurde bis 1829 mehrfach Gegenstand im Storting.
Bis in die 1850er-Jahre blieb Bodø relativ unbedeutend. Eine Volkszählung im Jahre 1855 ergab 255 Einwohner. Ein starkes Wachstum verzeichnete Bodø in den Jahren zwischen 1865 und 1885, als große Heringsschwärme in die Küstenregion gelangten und gefangen wurden. In den 1870er-Jahren galt es als einer der am schnellsten wachsenden Orte in Norwegen. Im Sommer 1889 besuchte Kaiser Wilhelm II. mit der Hohenzollern Norwegen und Bodø, was dem Tourismus dort (sowie auf den Lofoten) deutlichen Aufschwung brachte. Das Bergplateau Keiservarden trägt ihm zu Ehren diesen Namen. Mit dem Bau der Mole und des Schiffsanlegers im Jahre 1904 entwickelte sich der Personen- und Güterverkehr, auch durch die seitdem dort anlegenden Schiffe der 1893 gegründeten Hurtigruten. Um die Jahrhundertwende war Bodø nach Tromsø und Narvik die drittgrößte Stadt in Nordnorwegen. 1900 lag die Einwohnerzahl bei etwa 6.000. Das Wachstum der Stadt verlangsamte und verstetigte sich zwischen 1900 und 1940.
Während des deutschen Überfalls auf Norwegen und Dänemark im Zweiten Weltkrieg wurde Bodø am 27. Mai 1940 von der deutschen Luftwaffe angegriffen und fast vollständig zerstört. Daher besitzt Bodø heute nur noch wenige historische Sehenswürdigkeiten. Bodø war die norwegische Stadt, die im Zweiten Weltkrieg am meisten zerstört wurde. Der überwiegende Teil der Bewohner war bis zum Ende des Zweiten Weltkriegs in Notbaracken und Obdachlosenheimen untergebracht.

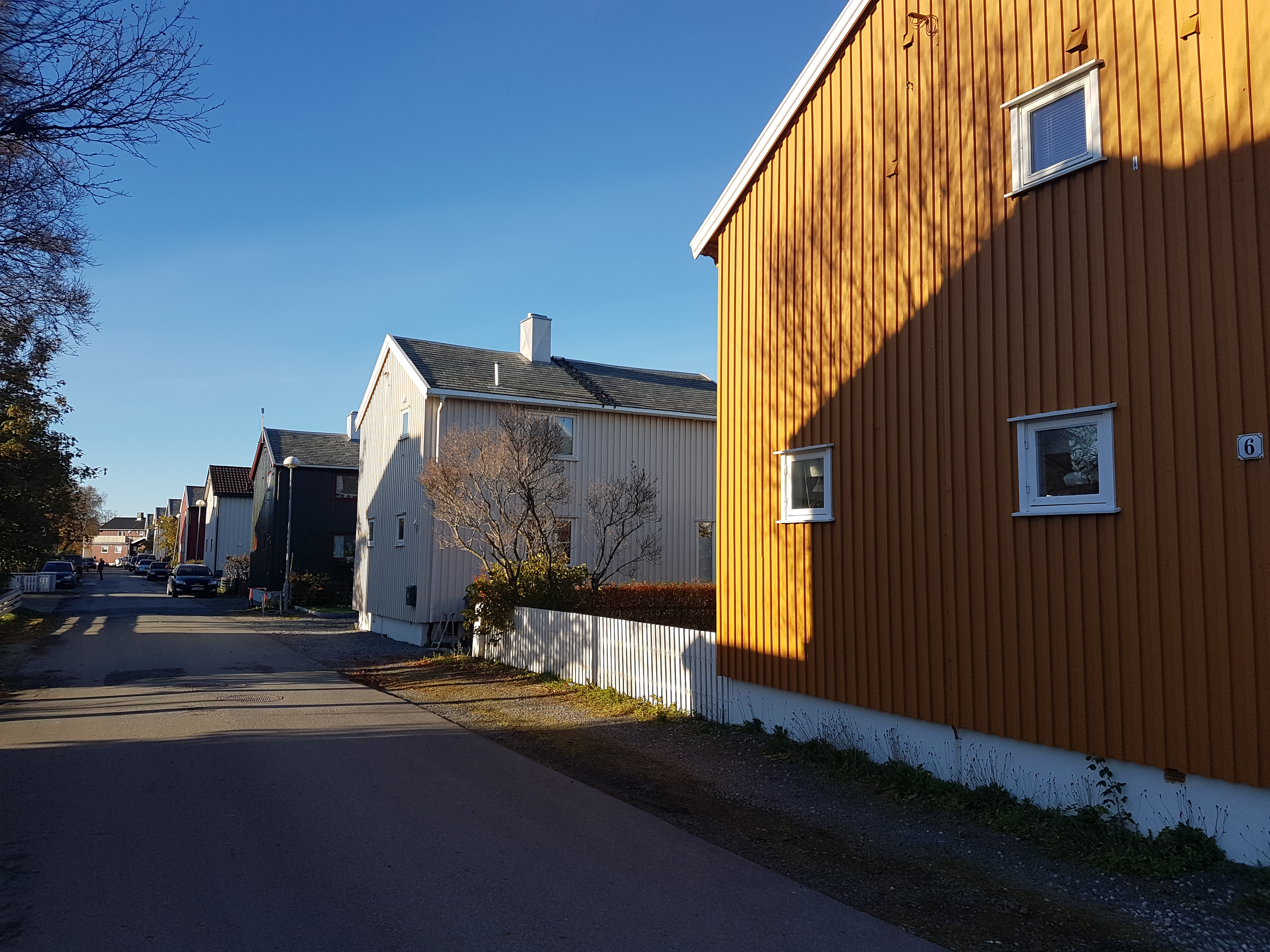
Der mit schwedischer Unterstützung errichtete Stadtteil Svenskebyen („Schwedenstadt“)

Nach dem Wiederaufbau der Stadt entstand ein völlig anderes Stadtbild, das durch einen nüchternen und funktionalen Stil, sowohl mit Blick auf Stadtplanung als auch architektonisch, geprägt ist. Im Westteil der Stadt wurde 1941 mit Hilfe des Schwedischen Roten Kreuzes eine Vielzahl identischer freistehender Häuser errichtet, die heute die sogenannte Svenskebyen („Schwedenstadt“) bilden.
1952 wurde Bodø Bischofssitz. 1957 wurden die Domkirche und 1959 das Rathaus eingeweiht. Im Jahr 1961 wurde Bodø an die Eisenbahnstrecke der Nordlandbahn angeschlossen. Während des Kalten Krieges war die Stadt als Luftstützpunkt in die Militärstrategie der NATO eingebunden und Sitz des NATO-Hauptquartiers der Alliierten Streitkräfte Nordnorwegen und unterstand dem Regionalkommando Allied Forces Northern Europe (AFNORTH) mit Hauptquartier in Kolsås. In den Blickpunkt der internationalen Politik geriet die Stadt, als am 1. Mai 1960 der Pilot Francis Gary Powers mit dem amerikanischen Spionageflugzeug U-2 auf dem Flug nach Bodø über der Sowjetunion abgeschossen wurde.
Das zweihundertste Stadtjubiläum im Jahr 2016 war begleitet von einem umfangreichen Kulturprogramm. Aktuell (2017) laufen zwei große Infrastrukturprojekte: der Bau eines 2,8 km langen vierspurigen Straßenverkehrstunnels in Ost-West-Richtung sowie zahlreiche damit verbundene Aus- und Umbaumaßnahmen sowie der im März 2017 vom Storting beschlossene Um- und Ausbau des Flughafens Bodø. Zugleich werden zahlreiche Wohnungen gebaut, um den angespannten Wohnungsmarkt zu entlasten.

### Eingemeindungen
Im Jahr 1938 wurde ein von 559 Personen bewohntes Gebiet von der Kommune Bodin an Bodø überführt. Zum Beginn des Jahres 1959 wurde in Bodø ein weiteres Gebiet mit insgesamt 1303 Einwohnern von Bodin eingemeindet. Nach Bodin wurden zum 1. Januar 1964 die Gemeinde Kjerringøy mit 524 Einwohnern sowie ein Areal mit 81 Einwohnern von Sørfold überführt. Im Jahr zuvor war ein Gemeindegebiet mit 224 Einwohnern von Skjerstad an Bodin abgegeben worden. Die Kommune Bodin mit zu diesem Zeitpunkt 13.323 Einwohner ging schließlich am 1. Januar 1968 in Bodø auf. Bodø hatte vor der Eingemeindung 14.252 Einwohner. Zum 1. Januar 1984 ging ein Teil von Sørfold mit 22 Bewohnern nach Bodø über. Zum Beginn des Jahres 2005 wurde die Kommune Skjerstad aufgelöst und Teil von Bodø.

## Wappen
Die Blasonierung des Bodøer Wappens lautet: In Rot eine gesichtslose goldene Sonne mit zwölf Strahlen. Das Stadtwappen wurde erstmals 1889 gewährt, die aktuelle Fassung geht auf den 24. Juli 1959 zurück. Die Sonne repräsentiert die im Sommer in Bodø sichtbare Mitternachtssonne. Die erste Fassung des Wappens enthielt noch einen Verweis auf die für Bodø wichtige Schifffahrt bzw. das Fischereiwesen.

## Wirtschaft

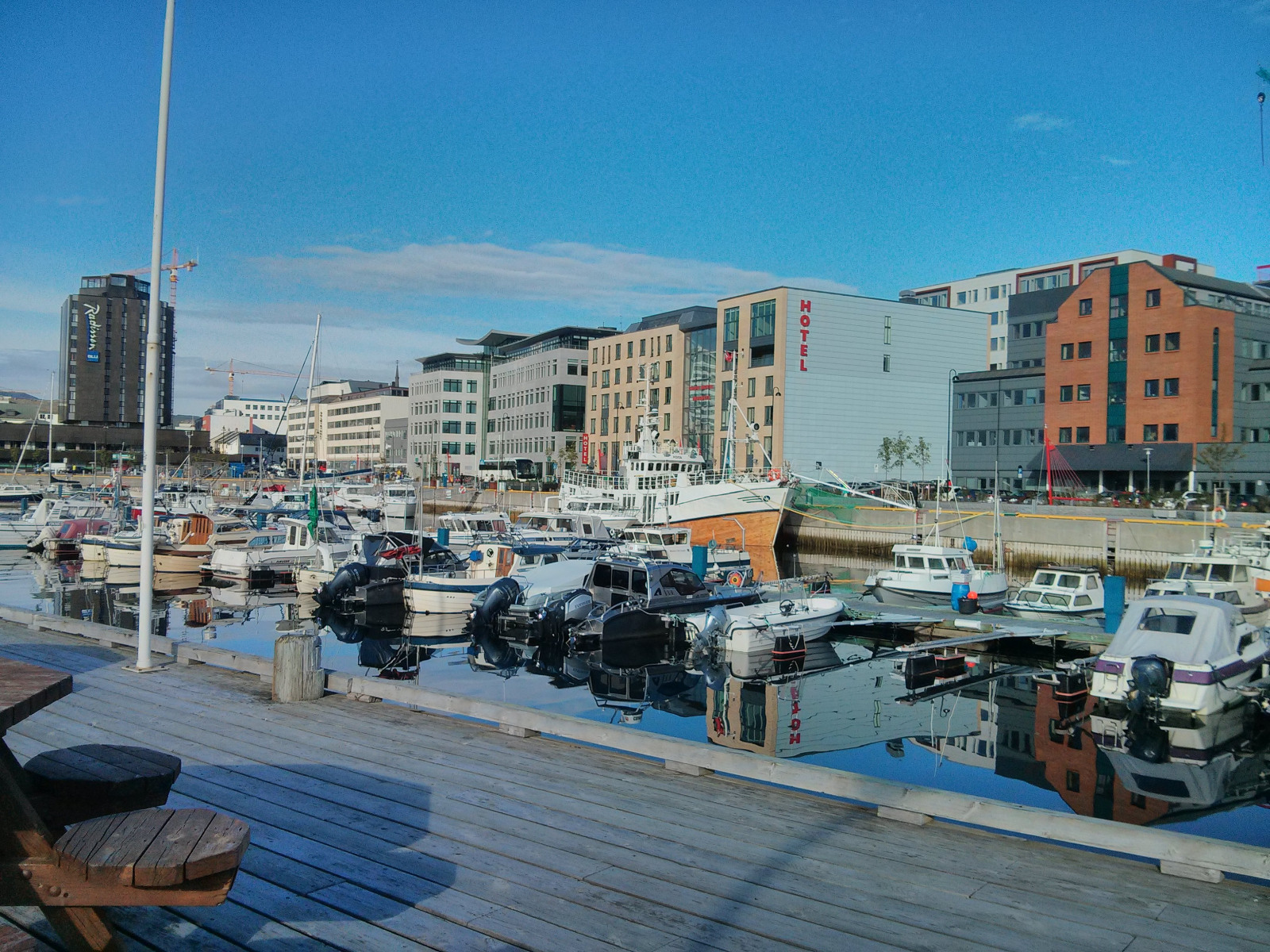
Bodø

In der Stadt haben mehr als 30 staatliche Behörden und Einrichtungen ihren Sitz. Wirtschaftliche Standbeine sind daher das Dienstleistungsgewerbe und die öffentliche Verwaltung, die Einrichtungen der Streitkräfte, des Gesundheitswesens und des Transportwesens sowie der Tourismus. In Bodø befindet sich der Hauptsitz der Nordlandsbanken und der Fluggesellschaft Widerøe. Bodø ist ebenfalls Hauptsitz der Nord Universität, einer der acht Universitäten Norwegens.
Seit einigen Jahren hat der Tourismus in Bodø stetig an Bedeutung gewonnen. Die nordwärts fahrenden Hurtigruten-Schiffe legen täglich um 12 Uhr mittags für drei Stunden in Bodø an, was ein Erkunden der Innenstadt für Schiffsreisende ermöglicht. Die wiederholte Nennung Bodøs in den Lonely Planet-Reiseführern wurde mit Begeisterung aufgenommen.

## Verkehr

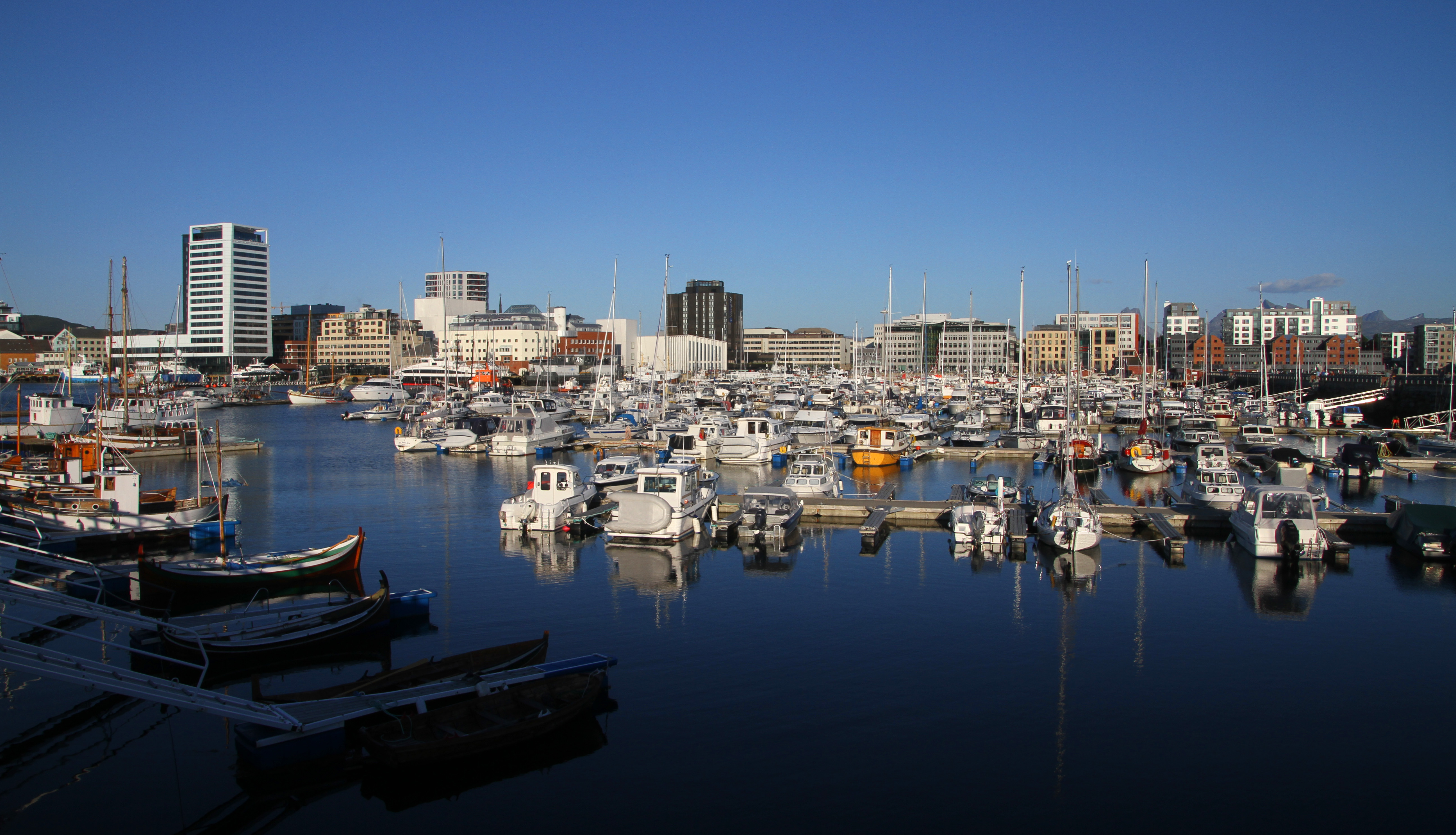
Hafen (2019)

Der Hafen Bodø wird täglich in beiden Richtungen von den Schiffen der Hurtigruten angelaufen und verfügt zudem über tägliche Auto-Fährverbindungen zu den Inseln Røst und Værøy sowie nach Moskenes auf den Lofoten. Zu den der Stadt vorgelagerten Inseln besteht ein gut ausgebautes Liniennetz für den Schiffsverkehr. Der Bahnhof Bodø ist der  Endpunkt der Nordlandbahn nach Trondheim (je ein Tag- und ein Nachtzug, Fahrtzeit ca. 10 Std.) mit Anschluss nach Oslo und somit nördlichster Bahnhof des südlichen Eisenbahnnetzes von Norwegen. Weiter im Norden liegende Reiseziele können mit Fernbussen erreicht werden. Der Busbahnhof befindet sich in direkter Nachbarschaft zum Ableger der Schnellbootfähren (hurtigbåt) nach Helgeland (NEX I) bzw. Svolvær (NEX II) im Zentrum der Stadt.
Der 1951 entstandene und ebenfalls zentrumsnahe Flughafen Bodø verzeichnet im zivilen Bereich über 1,7 Mio. Fluggäste im Jahr und dient zugleich als Stützpunkt der norwegischen Luftwaffe. Die Fluggesellschaften SAS, Norwegian, Widerøe und Fly Viking fliegen täglich fast alle größeren Städte Norwegens an. Darüber hinaus werden Direktflüge nach Stockholm, im Sommer auch zu beliebten touristischen Destinationen wie Mallorca und Gran Canaria angeboten.
Wegen der Lage an der Spitze einer Halbinsel erfolgt die Straßenanbindung überwiegend über die Straße Nr. 80, die Bodø mit dem Kystriksveien nach Süden und mit der E 6 in Fauske verbindet.

## Sehenswürdigkeiten
- Das Nordlandmuseum (Nordlandsmuseet) befindet sich in einem der ältesten erhaltenen Gebäude der Stadt (1904). In ihm wird die Geschichte der Provinz Nordland in der Vorzeit und im Mittelalter sowie der Stadt Bodø gezeigt. In der Freilichtabteilung in Bodøsjøen, etwa 3 km vom Stadtzentrum entfernt, wurden 14 historische Gebäude aus der Region Salten wiederaufgebaut und befindet sich eine umfassende Bootssammlung. Kjerringøy gamle handelssted ist ein als Freilichtmuseum erhaltener Handelsposten mit Naturhafen an der Küste. Darüber hinaus pflegt das Nordlandsmuseum weitere historische Orte und bietet saisonal Führungen an.[30]

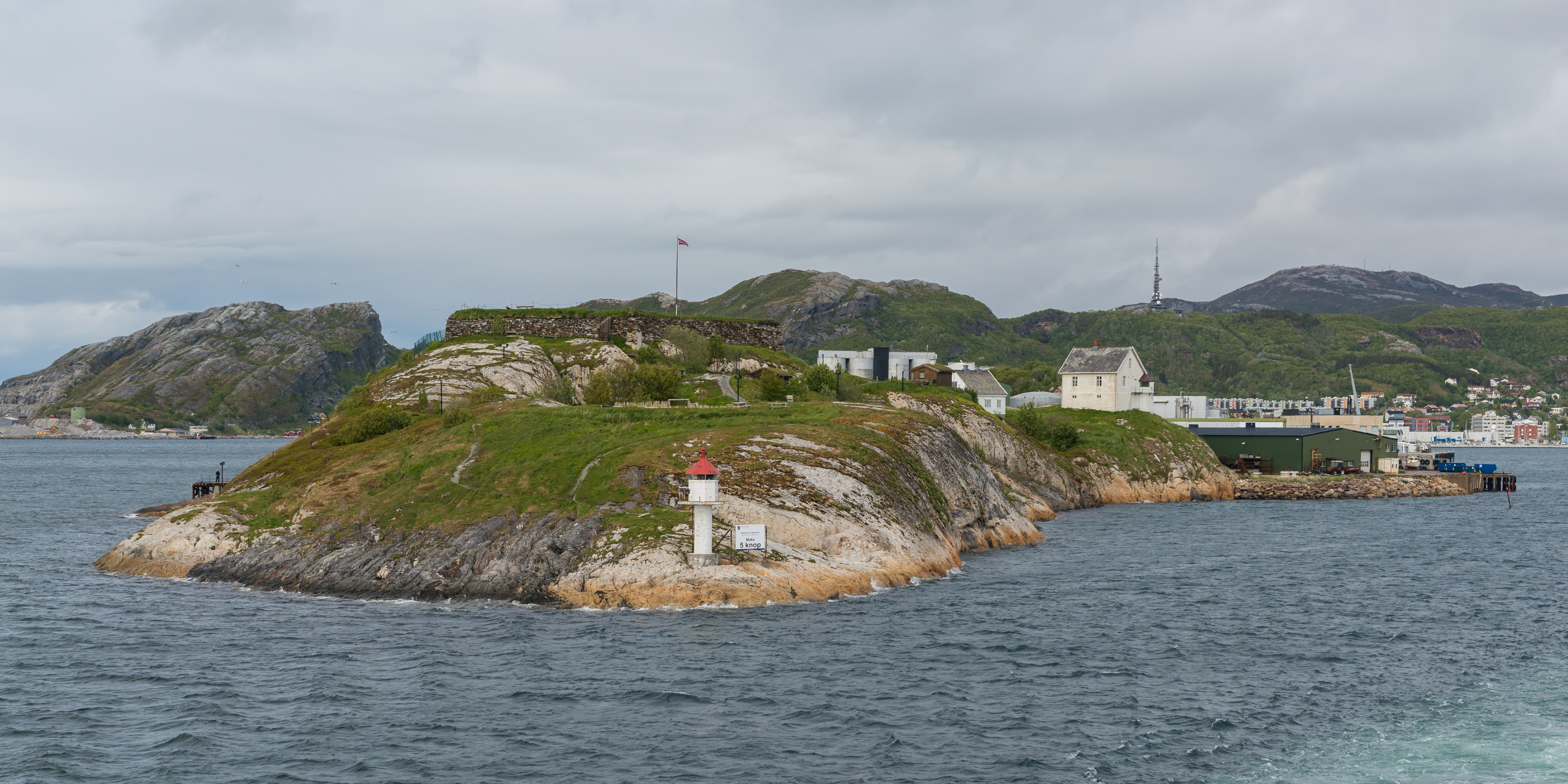
Halbinsel Burøya mit Schanze Nyholmen auf dem höchsten Punkt (2015)

- Die Schanze Nyholmen auf der Halbinsel Burøya informiert über die Geschichte Bodøs während der napoleonischen Kriege sowie als Handelsplatz. Nachbildungen historischer Kanonen sind über die gesamte Anlage verteilt.
- Der Saltstraumen ist die größte Natursehenswürdigkeit der Kommune und liegt etwa 30 km östlich der Stadt an der RV 17 in Richtung Süden. Er ist einer der stärksten Gezeitenströme der Welt. Aufgrund des sauberen Wassers an dieser Stelle ist der Saltstraumen extrem reich an Fischen. Anspruchsvolles Angeln ist hier eine beliebte Beschäftigung.[31]

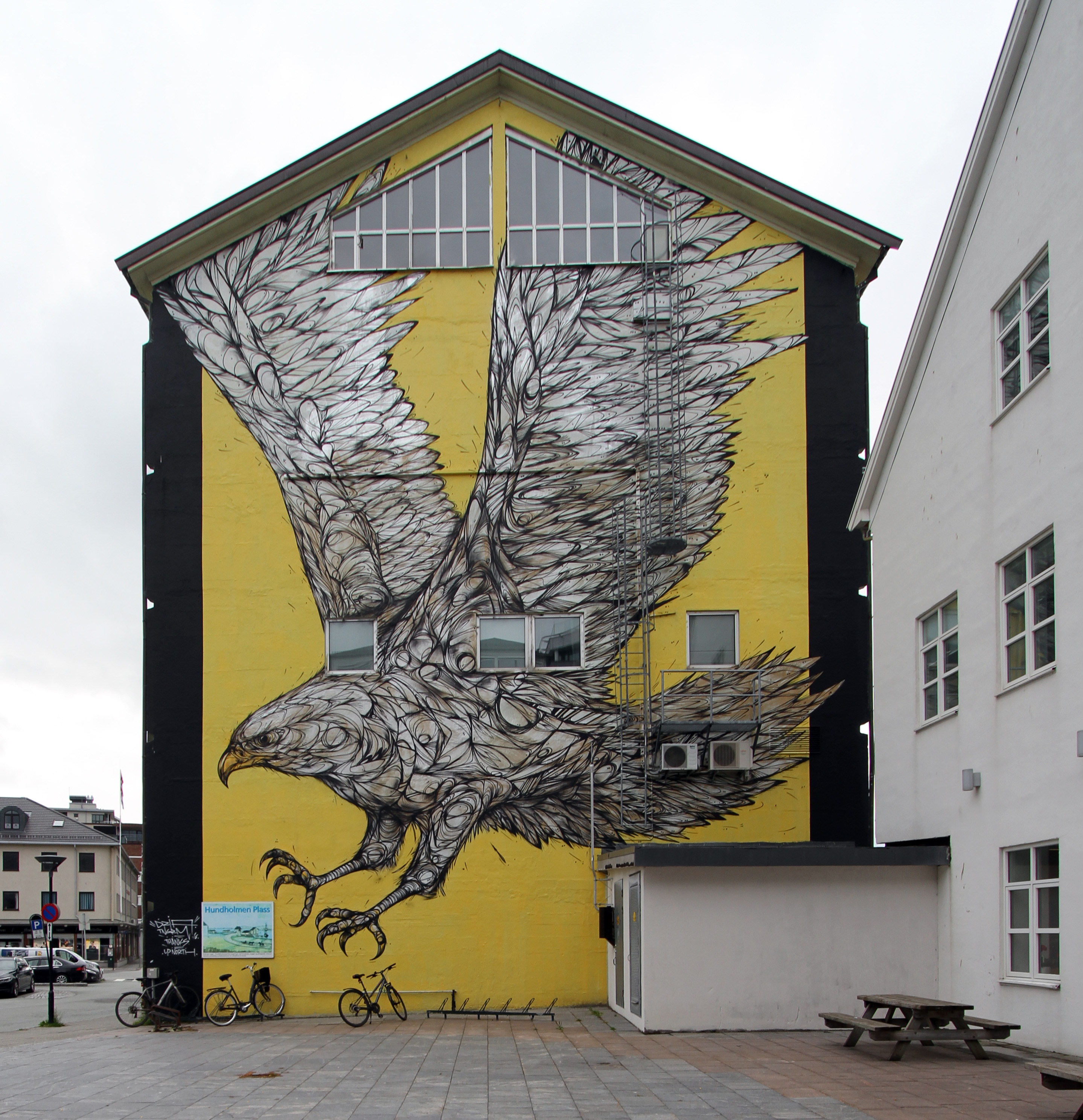
Seeadler-Graffito in Bodø

- Bodø ist die Stadt der Seeadler. Entlang der fischreichen Gewässer und auf den Inseln vor der Stadt befinden sich die Brutgebiete des größten und dichtesten Seeadlerbestandes der Welt. Dort befindet sich auch auf der Insel Landegode das Leuchtfeuer Landego fyr. In der Fußgängerzone ist dem Seeadler mit der 1996 geschaffenen Skulptur Die Seeadlerfamilie (Künstler: Skule Vaksvik) ein Denkmal gesetzt.
- Etwa 20 km in nordöstlicher Richtung vom Stadtzentrum befindet sich Mjelle strand, ein Naherholungsgebiet mit langen Stränden und gutem Blick auf Landegode und Bademöglichkeit.
- Zwischen Mjelle und Bodø befindet sich Bremnes fort, eine im Rahmen der Errichtung des Atlantikwalls angelegte und im Oktober 1940 fertiggestellte Stellung der „Artilleriegruppe 510 Bodø“. Sie bestand aus mehreren Luftabwehr- sowie Seezielwaffen verschiedener Kaliber, wovon die vier größten (Uto C16 L/45, Kaliber 150 mm) eine Reichweite von 16 km aufwiesen. Nach dem Ende des Zweiten Weltkriegs wurde die Stellung bis 1994 von der norwegischen Armee weiter genutzt. Heute können die verbleibenden Reste der Stellungen und Bunker besichtigt werden.[32]

Außerdem findet jedes Jahr im Sommer die Musikfestwoche Nordland, ein Musikfestival mit klassischem Profil, statt. Beliebtheit erfreut sich auch das Parkenfestival, welches jährlich im August stattfindet und bekannte Künstler im Lineup beinhaltet (2017: u. a. Kygo, Seeb, Franz Ferdinand, 2018: u. a. Zara Larsson, Turbonegro, A-ha, Alan Walker).

## Sport
Der in der Stadt beheimatete Fußballverein FK Bodø/Glimt, je dreifacher Pokalsieger und Vizemeister Norwegens, spielt seit der Saison 2017 wieder in der ersten norwegischen Liga, der Eliteserien. In den Spieljahren 2020, 2021, 2023 und 2024 gewann FK Bodø/Glimt die norwegische Meisterschaft. Die Frauenfußballmannschaft des Idrettsklubben Grand Bodø spielt 2020 in der dritten Liga, der 2 divisjon.
Das Herren-Handballteam des Bodø Håndballklubben (BHK) stieg 2020 in die dritte Liga (2. divisjon) ab.
Darüber hinaus gibt es noch weitere Handball- und Fußballteams, die in den unteren Ligen vertreten sind. Außerdem kommen einige erfolgreiche Wintersportler aus Bodø bzw. leben dort (siehe unten).

## Städtepartnerschaften
Bodø hat vier Partnerstädte. Die Städtepartnerschaft mit der russischen Stadt Wyborg wurde im Mai 2024 aufgrund des russischen Überfalls auf die Ukraine durch einen Beschluss des Stadtrates beendet.
- Svendborg, Dänemark
- Jönköping, Schweden
- Kuopio, Finnland
- Minamiawaji, Japan

## Persönlichkeiten
Bekannte in Bodø geborene Menschen sind unter anderem die ehemalige Verkehrsministerin Torild Skogsholm, der ehemalige Arbeitsminister Leif Aune sowie der Elektroingenieur Vebjørn Tandberg und der Philosoph Anders Lindseth.